# Masbate (île)
Masbate est une île des Philippines dans la province de Masbate.
L'île fait partie de l'archipel des Masbate. Elle a une superficie de 3 268 km2 et une population de 555 573 habitants. L'île est classée au 155e rang mondial pour la superficie et au 59e pour la population. Associée aux îles Ticao et Burias elle forme la province de Masbate.